# CELAM
Rada Biskupów Ameryki Łacińskiej CELAM - (hiszp. Consejo Episcopal Latinoamericano) - międzynarodowa konferencja episkopatów zrzeszająca narodowe konferencje episkopatów krajów Ameryki Łacińskiej. Statut CELAM zatwierdził papież Pius XII.
Od 15 maja 2019 roku funkcję przewodniczącego pełni Peruwiańczyk - arcybiskup Miguel Cabrejos.

## Konferencje
Konferencje Episkopatów należące do CELAMu:
- Antyle Holenderskie,
- Argentyna,
- Boliwia,
- Brazylia,
- Chile,
- Dominikana,
- Ekwador,
- Gwatemala,
- Haiti,
- Honduras,
- Kolumbia,
- Kostaryka,
- Kuba,
- Meksyk,
- Nikaragua,
- Panama,
- Paragwaj,
- Peru,
- Portoryko,
- Salwador,
- Urugwaj,
- Wenezuela.

## Historia
Powstała w 1955 podczas spotkania w Rio de Janeiro. Na  II Konferencji Generalnej w Medellin powołano stały sekretariat, który znajduje się w Bogocie w Kolumbii. Spotkanie plenarne przewodniczących episkopatów odbywa się co 4 lata, wówczas dokonuje się również wyboru nowego przewodniczącego.
W spotkaniach plenarnych dwukrotnie uczestniczyli papieże: Jan Paweł II w 1979 w Puebla i Benedykt XVI w 2007 w Aparecidzie.

## Obecne Prezydium
- Przewodniczący - Jaime Spengler
- Wiceprzewodniczący - José Luis Azuaje Ayala
- II Wiceprzewodniczący - José Domingo Ulloa
- Sekretarz generalny - Lizardo Estrada Herrera

## Dotychczasowi przewodniczący
- Miguel Dario Miranda Gomez (1957 - 1963)
- Manuel Larraín Errázuriz (1963 - 1966)
- Avelar Brandão Vilela (1966 - 1972)
- Eduardo Francisco Pironio (1972 - 1975)
- Aloísio Lorscheider (1975 - 1979)
- Alfonso López Trujillo (1979 - 1983)
- Antonio Quarracino (1983 - 1987)
- Darío Castrillón Hoyos (1987 - 1991)
- Nicolás de Jesús López Rodriguez (1991 - 1995)
- Oscar Andrés Rodríguez Maradiaga (1995 - 1999)
- Jorge Enrique Jiménez Carvajal (1999 - 2003)
- Francisco Javier Errázuriz Ossa (2003 - 2007)
- Raymundo Damasceno Assis (2007 - 2011)
- Carlos Aguiar Retes (2011 - 2015)
- Rubén Salazar Gómez (2015 - 2019)
- Miguel Cabrejos (2019 - 2023)
- Jaime Spengler (od 2023)